# Тарнавский, Василий
Василий Тарнавский (16 декабря 1859 — 4 февраля 1945) — австрийский и румынский теолог и общественный деятель. Доктор теологии, профессор. Ректор Черновицкого университета в 1918—1920 годах.

## Биография
После окончания лицея в городе Сучава (1878) Тарнавский поступил на теологический факультет Черновицкого университета, где и окончил докторантуру в 1886 году. Впоследствии работал по истории Ветхого Завета и иврита в городах Вена, Бреслау (теперь Вроцлав, Польша) и Берлин в течение 1898—1900 годов. По окончании учебы работал священником в с. Строешти (Сучавский уезд), пастором и профессором истории религии в Сучаве, священником в Черновцах. После этого он начал преподавательскую деятельность в Черновицком университете с должности доцента и внештатного профессора. Впоследствии Василий Тарнавский стал ординарным профессором и заведующим кафедры Библейской истории Ветхого Завета и иврита теологического факультета. Некоторое время Тарнавский руководил кафедрой практической теологии, преподавал спецкурсы с арамейского, сирийского и арабского языков. Василий Тарнавский пять раз избирался деканом теологического факультета и дважды (1918—1919 и 1919—1920 учебные года) ректором Черновицкого университета. Кроме преподавательской, вёл также общественную деятельность: был директором и редактором газеты «Candela» (1923—1932), председателем Ассоциации буковинского клира (1923—1924). В связи с активной педагогической работой на кафедре и особенно благодаря своим научным трудам Василий Тарнавский считается одним из наиболее выдающихся румынских православных теологов по истории Ветхого Завета.
Умер Василий Тарнавский 4 февраля 1945 года в Бухаресте.